# Baron Teynham

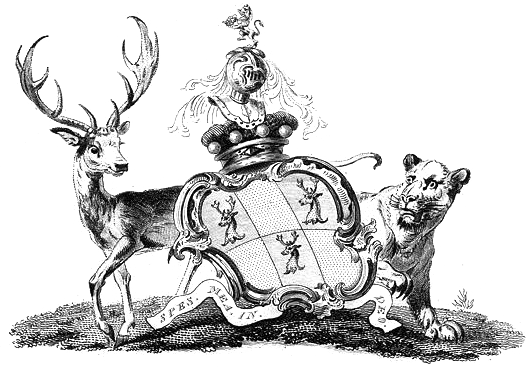
Wappen des Barons Teynham

Baron Teynham, of Teynham in the County of Kent, ist ein erblicher britischer Adelstitel in der Peerage of England.

## Verleihung
Die Baronie wurde am 9. Juli 1616 durch Letters Patent für Sir John Roper geschaffen.
Heutiger Titelinhaber ist seit 1972 dessen Nachfahre John Roper-Curzon, als 20. Baron. 
Familiensitz der Barone ist Pylewell Park bei Lymington in Hampshire.

## Liste der Barone Teynham (1616)
- John Roper, 1. Baron Teynham (um 1534–1618)
- Christopher Roper, 2. Baron Teynham (1561–1622)
- John Roper, 3. Baron Teynham (um 1591–1628)
- Christopher Roper, 4. Baron Teynham (1621–1673)
- Christopher Roper, 5. Baron Teynham († 1689)
- John Roper, 6. Baron Teynham († 1697)
- Christopher Roper, 7. Baron Teynham (d. 1699)
- Henry Roper, 8. Baron Teynham (um 1676–1723)
- Philip Roper, 9. Baron Teynham (1707–1727)
- Henry Roper, 10. Baron Teynham (um 1708–1781)
- Henry Roper, 11. Baron Teynham (1734–1786)
- Henry Roper, 12. Baron Teynham (1764–1800)
- John Roper, 13. Baron Teynham (1767–1824)
- Henry Roper-Curzon, 14. Baron Teynham (1767–1842)
- Henry Roper-Curzon, 15. Baron Teynham (1789–1842)
- George Roper-Curzon, 16. Baron Teynham (1798–1889)
- Henry Roper-Curzon, 17. Baron Teynham (1822–1892)
- Henry Roper-Curzon, 18. Baron Teynham (1867–1936)
- Christopher Roper-Curzon, 19. Baron Teynham (1896–1972)
- John Roper-Curzon, 20. Baron Teynham (* 1928)

Voraussichtlicher Titelerbe (Heir apparent) ist der Sohn des aktuellen Titelinhabers David Roper-Curzon (* 1965).

Dessen voraussichtlicher Titelerbe ist dessen Sohn Henry Roper-Curzon (* 1986).